# Веселий (заказник)
Веселий — ентомологічний заказник місцевого значення. Об'єкт розташований на території Шевченківської селищної громади Куп'янського району Харківської області, на південний захід від села Петропілля.
Площа — 3,9 га, статус отриманий у 1984 році.
Охороняється невелика балка з угрупованнями справжніх типчаково-ковилових та чагарникових степів. Заказник підтримує існування степових комах, приурочених до рідкісних рослинних угруповань. Трапляється низка рідкісних видів комах, занесених до Червоної книги України: дибка степова, красотіл пахучий, стафілін волохатий, каптурниця срібна, совка сокиркова, мегахіла округла, ксилокопа звичайна. Помітне місце посідають корисні комахи-запилювачі сільськогосподарських культур.
Рослинність заказника представлена рідкісними угрупованнями ковили волосистої та мигдалю степового із Зеленої книги України. З рідкісних видів трапляються ковила волосиста, занесена до Червоної книги України та регіонально рідкісні мигдаль степовий, ломиніс цілолистий, кермечник татарський, шавлія поникла та лучна.